# Order Gwiazdy (Węgry)
Order Gwiazdy Węgierskiej Republiki Ludowej od 1989 pod nazwą Order Gwiazdy Republiki Węgierskiej (węg. Magyar Népköztársaság Csillagrendje, potem Magyar Köztársaság Csillagrendje) – węgierski order ustanowiony w 1984, przyznawane za wybitne zasługi w budowaniu socjalizmu na polach: polityki, ekonomii, nauki, życia kulturalnego, obronności kraju, pogłębiania przyjaźni między narodami lub postępu społecznego.
Order podzielony był na trzy klasy/stopnie, którymi łącznie odznaczono ponad 700 razy:
- I kl.: Order Gwiazdy ze Złotym Wieńcem (Aranykoszorúval díszített Csillagrendje) – wyróżniono nim 178 osób,
- II kl.: Order Gwiazdy z Mieczami (Kardokkal díszített Csillagrendje) – został przyznany 74 osobom,
- III kl.: Order Gwiazdy (Csillagrendje) – otrzymało 466 osób.

Po zmianie nazwy państwa w 1989 jego nazwa również uległa analogicznej zmianie. Do ustanowienia nowego systemu orderowo-odznaczeniowego w 1991 był drugim nadawanym orderem republiki, wraz z Orderem Flagi Republiki Węgierskiej, których wygląd nie zawierał zakazanych symboli reżimu totalitarnego.
Odznaka miała kształt pozłacanej 12-promiennej gwiazdy o średnicy 40 mm, z Flagą Węgier wewnątrz środkowego medalionu. Wieszana była na białej wiązanej w trójkąt wstążce o szer. 40 mm, gdzie brzeg stanowił trójkolorowy pasek w węgierskich barwach narodowych czerwono-biało-zielonych, z dodatkowym pojedynczym złotym paskiem pośrodku w III klasie, z dwoma w II klasie i z jednym w I klasie.